# Karayolları Spor Kulübü 2021-2022
Questa voce raccoglie le informazioni riguardanti il Karayolları Spor Kulübü nelle competizioni ufficiali della stagione 2021-2022.

## Stagione
Il Karayolları Spor Kulübü non utilizza alcuna denominazione sponsorizzata nella stagione 2021-22.
Partecipa al suo quarto campionato di Sultanlar Ligi, classificandosi al tredicesimo posto in regular season, che ne sancisce la retrocessione in serie cadetta; in Coppa di Turchia, invece, non supera la fase a gironi.

## Organigramma societario
Area direttiva
- Presidente: Kamuran Yazıcı

Area tecnica
- Allenatore: Hüseyin Doğanyüz
- Allenatore in seconda: Sadık Şatıroğlu
- Assistente allenatore: Ali Gönencan
- Scoutman: Mehmet Sönmez

## Rosa
| N° | Nome               | Ruolo | Data di nascita   | Nazionalità sportiva |
| -- | ------------------ | ----- | ----------------- | -------------------- |
| 1  | Ceren Karagöl      | C     | 11 marzo 1997     | Turchia              |
| 2  | Mısra Aşçı         | P     | 26 gennaio 1998   | Turchia              |
| 3  | Gülçin Doğan       | L     | 19 maggio 1990    | Turchia              |
| 5  | Selin Navruz       | L     | 22 aprile 1997    | Turchia              |
| 6  | Zeliha Küçükkardaş | S     | 13 luglio 2004    | Turchia              |
| 7  | Julija Herasymova  | C     | 15 settembre 1989 | Ucraina              |
| 8  | Merve Nezir        | S     | 16 dicembre 1997  | Turchia              |
| 9  | Doğa Dıraz         | O     | 14 dicembre 2004  | Turchia              |
| 10 | Ayçin Akyol        | C     | 15 giugno 1999    | Turchia              |
| 12 | Tuğçe Ceyhan       | S     | 3 giugno 1995     | Turchia              |
| 14 | Gözde Yılmaz       | O     | 9 settembre 1991  | Turchia              |
| 16 | Yasemin Özel       | O     | 13 maggio 1998    | Turchia              |
| 18 | Kübra Kegan        | P     | 18 luglio 1995    | Turchia              |
| 19 | Fatma Yılmaz       | C     | 9 ottobre 2000    | Turchia              |
| 20 | Matea Ikić         | S     | 25 maggio 1989    | Croazia              |

## Statistiche

### Statistiche di squadra
| Competizione     | Punti | In casa | In casa | In casa | In trasferta | In trasferta | In trasferta | Totale | Totale | Totale |
| Competizione     | Punti | G       | V       | P       | G            | V            | P            | G      | V      | P      |
| ---------------- | ----- | ------- | ------- | ------- | ------------ | ------------ | ------------ | ------ | ------ | ------ |
| Sultanlar Ligi   | 16    | 13      | 3       | 10      | 13           | 2            | 11           | 26     | 5      | 21     |
| Coppa di Turchia | 0     | 0       | 0       | 0       | 0            | 0            | 0            | 3      | 0      | 3      |
| Totale           | -     | 13      | 3       | 10      | 13           | 2            | 11           | 29     | 5      | 24     |

G = partite giocate; V = partite vinte; P = partite perse

### Statistiche dei giocatori
| Giocatore      | Campionato | Campionato | Campionato | Campionato | Campionato | Coppa di Turchia | Coppa di Turchia | Coppa di Turchia | Coppa di Turchia | Coppa di Turchia | Totale | Totale | Totale | Totale | Totale |
| Giocatore      | P          | PT         | AV         | MV         | BV         | P                | PT               | AV               | MV               | BV               | P      | PT     | AV     | MV     | BV     |
| -------------- | ---------- | ---------- | ---------- | ---------- | ---------- | ---------------- | ---------------- | ---------------- | ---------------- | ---------------- | ------ | ------ | ------ | ------ | ------ |
| A. Akyol       | 23         | 264        | 186        | 62         | 16         | 2                | 14               | 9                | 5                | 0                | 25     | 278    | 195    | 67     | 16     |
| M. Aşçı        | 23         | 13         | 4          | 7          | 2          | 1                | 0                | 0                | 0                | 0                | 24     | 13     | 4      | 7      | 2      |
| T. Ceyhan      | 25         | 157        | 141        | 9          | 7          | 3                | 18               | 15               | 1                | 2                | 28     | 175    | 156    | 10     | 9      |
| D. Dıraz       | 8          | 7          | 7          | 0          | 0          | 1                | 0                | 0                | 0                | 0                | 9      | 7      | 7      | 0      | 0      |
| G. Doğan       | 23         | 0          | 0          | 0          | 0          | 3                | 0                | 0                | 0                | 0                | 26     | 0      | 0      | 0      | 0      |
| J. Herasymova  | 11         | 46         | 28         | 18         | 1          | 3                | 9                | 8                | 1                | 0                | 14     | 55     | 36     | 19     | 1      |
| M. Ikić        | 20         | 223        | 197        | 11         | 15         | -                | -                | -                | -                | -                | 20     | 223    | 197    | 11     | 15     |
| C. Karagöl     | 20         | 116        | 64         | 40         | 12         | 2                | 3                | 1                | 2                | 0                | 22     | 119    | 65     | 42     | 12     |
| K. Kegan       | 26         | 34         | 14         | 4          | 16         | 3                | 4                | 1                | 1                | 2                | 29     | 38     | 15     | 5      | 18     |
| Z. Küçükkardaş | 8          | 4          | 3          | 0          | 1          | 2                | 0                | 0                | 0                | 0                | 10     | 4      | 3      | 0      | 1      |
| S. Navruz      | 15         | 0          | 0          | 0          | 0          | 2                | 0                | 0                | 0                | 0                | 17     | 0      | 0      | 0      | 0      |
| M. Nezir       | 23         | 148        | 128        | 16         | 4          | 3                | 41               | 33               | 1                | 7                | 26     | 189    | 161    | 17     | 11     |
| Y. Özel        | 24         | 293        | 263        | 17         | 13         | 3                | 15               | 13               | 0                | 2                | 27     | 308    | 276    | 17     | 15     |
| F. Yılmaz      | 17         | 29         | 19         | 5          | 5          | 3                | 15               | 6                | 7                | 2                | 20     | 44     | 25     | 12     | 7      |
| G. Yılmaz      | 10         | 124        | 108        | 6          | 10         | 3                | 54               | 51               | 2                | 1                | 13     | 178    | 159    | 8      | 11     |

P = presenze; PT = punti totali; AV = attacchi vincenti; MV = muri vincenti; BV = battute vincenti